# Тимбаланд
Тимоти Закари Мозли (енгл. Timothy Zachary Mosley; 10. март 1972), познатији као Тимбаланд (енгл. Timbaland), амерички је музичар, музички продуцент, репер, певач, текстописац и ди-џеј.

## Биографија
Каријеру је започео радом са певачем Ginuwine и Алијом 1996. године и Миси Елиот 1997. године (албум Supa Dupa Fly). Након ових сарадњи постао је познати продуцент у области р'н'б и хип хоп музике. Свој први соло албум је избацио 1998. године под именом Tim's Bio: Life from da Bassment. Веома успешну сарадњу остварио је и са Џастином Тимберлејком која је почела са песмом Cry Me a River 2002. године, а настављена је на албумима FutureSex/LoveSounds и The 20/20 Experience. Међу познатим колаборацијама су још и If We Ever Meet Again са Кејти Пери, Say It Right и Promiscuous са Нели Фуртадо, 4 Minutes са Мадоном и Џастином Тимберлејком, Apologize са OneRepublic.
Током каријере је освојио четири Греми награде након 21 номинације. Продуцирао је песму Believe која је победила на Песми Евровизије 2008. у Београду,  представљајући Русију у извођењу певача Диме Билана.

## Дискографија
Студијски албуми
- Tim's Bio: Life from da Bassment (1998)
- Shock Value (2007)
- Shock Value II (2009)